# Pojezierze Poznańskie

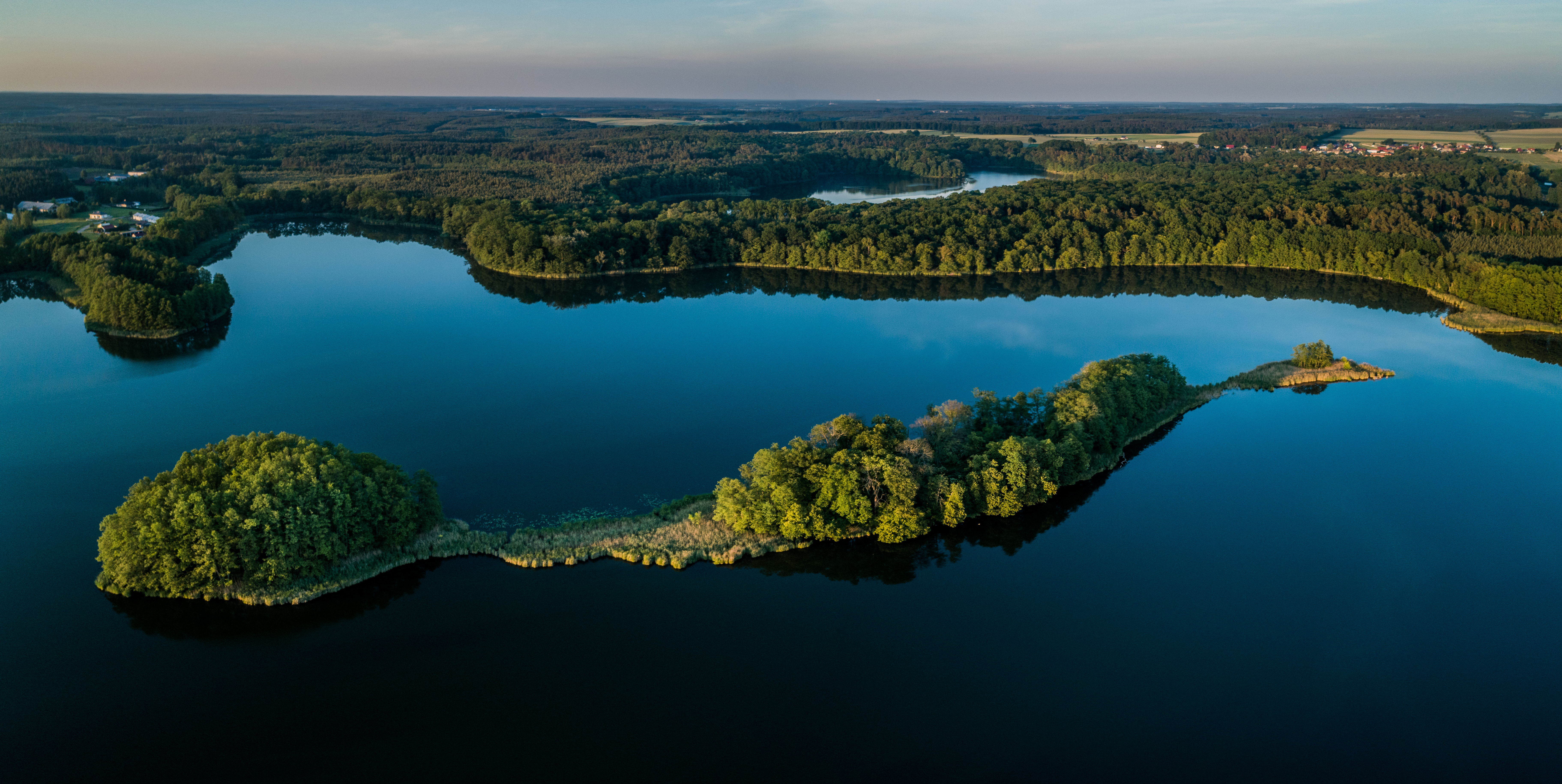
Jezioro Bielskie koło Międzychodu

Pojezierze Poznańskie (315.51) – region geograficzny o krajobrazie pojeziernym położony w zachodniej Polsce, w okolicy Poznania, w zachodniej części Pojezierza Wielkopolskiego. Pod względem użytkowania ziemi przeważają tutaj tereny rolnicze. Z licznych jezior polodowcowych największe jest Bytyńskie (3,2 km²). Wyznaczony jako mezoregion z indeksem 315.51 w regionalizacji fizycznogeograficznej Polski.

## Środowisko przyrodnicze
Region rozpościera się pasem o obszarze 1837 km² między Poznaniem a Skwierzyną. Sąsiaduje z Poznańskim Przełomem Warty, Wysoczyzną Grodziską, Równiną Nowotomyską, Bruzdą Zbąszyńską, Pojezierzem Łagowskim i Kotliną Gorzowską. Oprócz Poznania, największe miasta leżące w obrębie regionu to Szamotuły i Pniewy. Na obrzeżach Pojezierza Poznańskiego, formalnie już w granicach Kotliny Gorzowskiej, usytuowane są Międzychód i Oborniki.
Rzeźba terenu jest różnorodna z płatami falistych i płaskich wysoczyzn morenowych, a także z fragmentami równinek akumulacyjnych oraz z ciągami wzniesień moren czołowych. Miejscami pojawiają się kemy, ozy i wydmy. W strukturze podłoża najczęściej występują gliny, piaski i żwiry pochodzące z akumulacji rzeczno-lodowcowej, a wśród gleb swoją obecność zaznaczają przede wszystkim gleby płowe, a w dalszej kolejności utwory brunatne i rdzawe.
Region cechuje się dominacją terenów rolniczych (ok. 65% pokrycia terytorium) nad lasami (23%). Funkcjonuje wiele form ochrony przyrody, w tym trzy parki krajobrazowe, czternaście rezerwatów, siedem obszarów chronionego krajobrazu i dziesięć obszarów Natura 2000. Główne rzeki to Mogilnica i Sama, a spośród jezior największe są: Bytyńskie (3,2 km²), Chrzypskie (3,0 km²), Kierskie (2,9 km²), Lubikowskie (2,8 km²) i Wielkie (2,5 km²).

## Różnice w podziałach geograficznych
Pojezierze Poznańskie w regionalizacji fizycznogeograficznej Polski Jerzego Kondrackiego zajmowało rozległą powierzchnię ponad 3000 km². Według wieloautorskiej aktualizacji tego podziału z 2018 roku, w oparciu o różnice w rzeźbie terenu i zajezierzeniu, z Pojezierza Poznańskiego wydzielono Wysoczyznę Grodziską i Równinę Nowotomyską jako osobne mezoregiony. Pojezierze Poznańskie w zawężonych granicach odznacza się przewagą falistych wysoczyzn morenowych i stosunkowo najwyższą jeziornością, Wysoczyznę Grodziską cechują głównie płaskie wysoczyzny morenowe, a Równina Nowotomyska jest równiną sandrową.
Nowa regionalizacja w porównaniu do opracowania Jerzego Kondrackiego zmniejszyła zasięg terytorialny Pojezierza Poznańskiego o ok. 40%. Poza regionem znalazły się m.in. Wielkopolski Park Narodowy (mezoregion Wysoczyzny Grodziskiej) oraz jeziora: Berzyńskie, Wolsztyńskie, Kuźnickie (Równina Nowotomyska), Strykowskie, Niepruszewskie, Dymaczewskie (Wysoczyzna Grodziska).
Rafał Kot, współautor nowej regionalizacji, w oparciu o prace Jerzego Kondrackiego i Bogumiła Krygowskiego wyszczególnił w ramach Pojezierza Poznańskiego trzy odrębne subregiony: Pojezierze Międzychodzko-Pniewskie w części zachodniej oraz Wzgórza Owińsko-Kierskie i Równinę Szamotulską w części wschodniej.